# Mangal Singh Champia
Mangal Singh Champia, född 9 november 1983, är en indisk bågskytt. Han deltog vid olympiska sommarspelen 2008.